# Зоря Шольца
Зоря Шольца (WISE J072003.20-084651.2) — подвійна система зір, що наразі перебуває на відстані близько шести парсек (±1 пк; 17—23 світлових років) від Сонця в південному сузір'ї Єдинорога.
Головна зоря системи — червоний карлик класу M9 ± 1 масою 86 ± 2 мас Юпітера. Друга зоря — коричневий карлик масою 65 ± 12 мас Юпітера, імовірно належить до класу T5. Загальна маса системи — 0,15 M☉. Зорі обертаються навколо спільного центру мас на відстані близько 0,8 астрономічних одиниць (120 000 000 км;) одна від одної. Система має видиму зоряну величину 18,3m, її вік оцінюють у 3—10 млрд років.
У 2015 році група астрономів під керівництвом Еріка Мамаєка повідомила, що з високою імовірністю близько 70 000 років тому зоря Шольца пройшла на відстані лише 0,8 світлового року від Сонця, через хмару Оорта. На думку вчених, такі близькі до Сонця проходження відбуваються приблизно раз на 100 000 років.
Зоря привернула до себе увагу дуже малим власним рухом. На можливість близького проходження вперше звернув увагу астроном Ральф-Дітер Шольц у листопаді 2013 року.